# Осада Лилля (1667)
Осада Лилля (фр. Siège de Lille) — осада в период 11—28 августа 1667 года и взятие французскими войсками под предводительством короля Людовика XIV фламандской крепости Лилль в Испанских Нидерландах в ходе Деволюционной войны.
После взятия Лилля в 1304 году Филиппом IV Красивым Лилль, Бетюн и Дуэ остались во владении Фландрии, но должны были платить Франции ежегодную ренту. Весной 1667 года отношения с Францией обострились ввиду явного намерения Людовика XIV окончательно присоединить Лилль к Франции. 2 мая 1667 года граф де Брюэ, губернатор провинции, заявил магистрату Лилля, что, ввиду надвигающейся войны и возможности осады города, необходимо принять следующие меры: увеличить стражу Лилля и омолодить её состав; увеличить военные запасы; исправить и усилить укрепления; организовать в предместьях Лилля помещения для бедных жителей. Магистрат исполнил эти требования.
В это время Омон с французскими войсками осадил Армантьер и 28 мая взял его; Брюгге сдался 6 июня; Фюрн — 12 июня. Король с войсками подошел к Геннегау. 16 июня ему сдался Турне; Дуэ, Куртрэ и Уденард также последовательно капитулировали. После этого Людовик XIV произвел демонстративную атаку на Дендермонд, а маркграф Гюмьер с кавалерийским корпусом обложил Лилль, 10 августа король с авангардом прибыл к Лиллю и тотчас же приказал приступить к осадным работам.
Работы велись на восточном фронте от реки Беккерель, Фивских ворот до бастиона Нобльтур. Король лично руководил осадой, имея при себе маршала Тюренна. 11 августа люнет, расположенный впереди Фивских ворот, был взят штурмом. В ночь на 19 августа были окончены циркум- и контрвалационные линии. Атака велась одновременно на 2 пункта: правая — гвардией против Фивских ворот и левая — Пикардийским и Орлеанским полками на бастион Нобльтур. 21 августа были окончены батареи. Их огонь скоро уничтожил батареи у Фивских ворот, взамен которых обороняющимися были устроены батареи на бастионах Святого Маврикия и Святой Магдалины; в последнем находилась также знаменитая батарея Менье, обстреливавшая продольно подступы к позиции осажденных. За это время в городе произошло много пожаров. 23 августа осаждающие возвели 4-х орудийную батарею против Беккереля.
К этому дню у осажденных осталось пороха только на 8—10 дней, поэтому на городской колокольне начали зажигать костры с целью дать знать испанскому генералу графу Марзену, что город находится в опасности. Но ответные огни на холмах Кеммель вблизи Иперна, что должно было означать высылку помощи, не зажигались. 24 августа ожидался штурм. Действительно, французский корпус открыто пошел в атаку, овладел контрэскарпом и равелином Фивских ворот. Защищавшие равелин бросились было бежать, но были остановлены графом де Брюэ, который заставил их взять равелин обратно.
В течение 2 следующих дней французы усилили огонь и заняли палисад; 26 августа осажденные сделали вылазку, а их кавалерия произвела набег на лагерь осаждавших. В следующую ночь, когда осажденные отдыхали после вылазки, французская гвардия, поддержанная 2 ротами мушкетеров, тихо, без шума пошла в атаку, бросилась на равелин Фивских ворот и овладела им. В то же время полки Овернь и Карамини овладели равелином Нобльтур.
Потери атакующих были велики, но положение Лилля стало критическим. Поэтому магистрат просил графа де Брюэ вступить в переговоры с королём для почетной капитуляции. Де Брюэ собрал старших начальников и настаивал на контратаке с целью взять обратно оба равелина; но последние просили его отказаться от этой мысли, так как войска были сильно расстроены. Сведений от генерала Марзена не было (по французской реляции, он 26 августа приблизился к Лиллю, но был остановлен посланным ему навстречу корпусом). В виду этого граф де Брюэ вступил в переговоры о сдаче Лилля 28 августа. Король вступил в город и принес присягу сохранить городу все его привилегии, после чего жители Лилля присягнули королю. По Аахенскому договору 1668 года Лилль был окончательно присоединен к Франции.